# Warrior, Alabama
Warrior je mesto, ki se nahaja v okrožju Jefferson v ameriški zvezni državi Alabama.
Leta 2000 je naselje imelo 3.169 prebivalcev na 20,4 km².